# Campeonato Mundial de Tiro con Arco al Aire Libre de 1983
El XXXII Campeonato Mundial de Tiro con Arco al Aire Libre se celebró en Los Ángeles (Estados Unidos) entre el 19 y el 22 de octubre de 1983 bajo la organización de la Federación Internacional de Tiro con Arco (FITA) y la Federación Estadounidense de Tiro con Arco.

## Medallistas

### Masculino
| Evento                  | Oro                                                      | Plata                                               | Bronce                                                           |
| ----------------------- | -------------------------------------------------------- | --------------------------------------------------- | ---------------------------------------------------------------- |
| Arco recurvo individual | Richard McKinney Estados Unidos                          | Darrell Pace Estados Unidos                         | Marnix Vervinck · Bélgica                                        |
| Arco recurvo por equipo | Richard McKinney Darrell Pace Larry Smith Estados Unidos | Su Jeon-In Gu Ja-Cheong Kim Byung-Kap Corea del Sur | Marnix Vervinck · Patrick De Koning · Patrick Steyaert · Bélgica |

### Femenino
| Evento                  | Oro                                                  | Plata                                                | Bronce                                           |
| ----------------------- | ---------------------------------------------------- | ---------------------------------------------------- | ------------------------------------------------ |
| Arco recurvo individual | Kim Jin-Ho Corea del Sur                             | Jeong Jae-Bong Corea del Sur                         | Lisa Andersson · Suecia                          |
| Arco recurvo por equipo | Kim Jin-Ho Jeong Jae-Bong Kim Mi-Young Corea del Sur | Miloslava Zahradnicek Manuela Dachner Doris Haas RFA | Ruth Rowe Luann Ryon Tricia Green Estados Unidos |

## Medallero
| Núm. | País           | Oro | Plata | Bronce | Total |
| ---- | -------------- | --- | ----- | ------ | ----- |
| 1    | Corea del Sur  | 2   | 2     | 0      | 4     |
| 2    | Estados Unidos | 2   | 1     | 1      | 4     |
| 3    | RFA            | 0   | 1     | 0      | 1     |
| 4    | Bélgica        | 0   | 0     | 2      | 2     |
| 5    | Suecia         | 0   | 0     | 1      | 1     |
|      | TOTAL          | 4   | 4     | 4      | 12    |